# 猪八戒

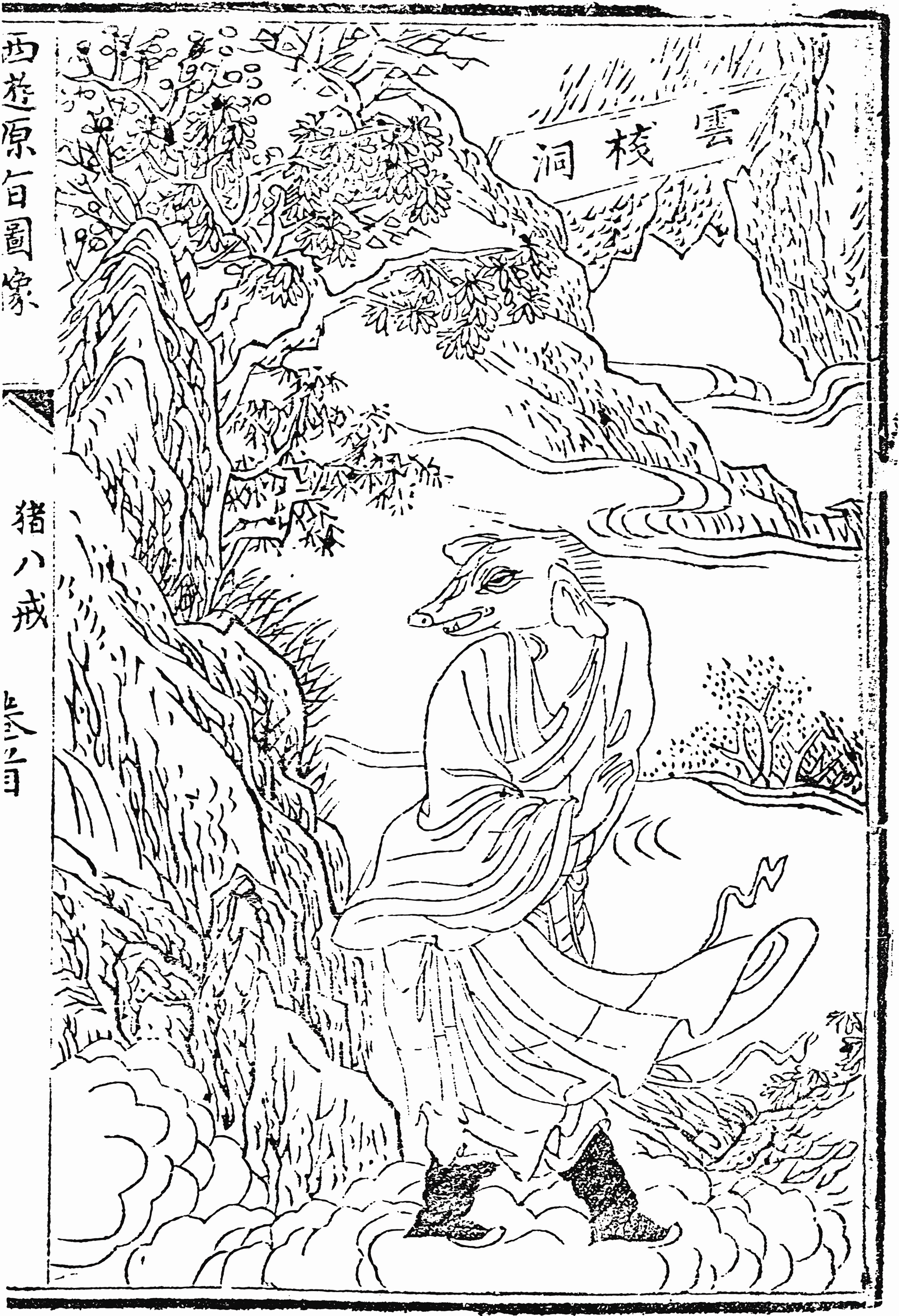
西遊原旨の挿絵より。文字通りの豚の姿が原作のイメージ

猪 八戒（ちょ はっかい、繁体字: 豬八戒; 簡体字: 猪八戒; 拼音: Zhū Bājiè; ウェード式: Chu¹ Pa¹ Chieh⁴; 粤拼: zyu¹ baat3 gaai3、タイ語: ตือโป๊ยก่าย、ベトナム語: Trư Bát Giới）は、中国の四大奇書小説『西遊記』に登場する主要登場キャラクターの一人である妖仙。台湾などでは豬哥神（白話字：Ti-ko sîn）という神として崇拝されている。

## 概要
中国語では家猪はブタ、野猪がイノシシを意味し、単に「猪」といえば通常はブタのことをさす。元代の西遊記とみられる逸話をもつ朝鮮の『朴通事諺解』（1677年）では、「猪」と近似した発音の「朱」を名字としていたが、明代に皇帝の姓が「朱」であったため、避諱により元の意の通り「猪」を用い、猪八戒となった。
元々は、北極紫微大帝の配下で天界で天の川を管理し水軍を指揮する天蓬元帥（）だった。西遊記よりも古い西遊雑劇などの設定では摩利支天の配下・御車将軍であったともされる。女癖の悪さで知られ、蟠桃会の折に酔った勢いで嫦娥（）に強引に言い寄った為、鎚で2000回打たれる刑罰をうけ、さらに天界を追われて地上に落とされた。
地上では真っ当に生きようと人間に生まれ変わるはずが、誤って雌豚の胎内に入り、黒豚の妖怪となってしまった。雌豚の腹を噛み破って生まれ、群れの他の豚も打ち殺して、福陵山で人食い妖怪となる。その後、武芸をたしなむことを見初められ、福陵山雲桟洞の女妖怪であった卯二姐（）に婿として迎えられるが、一年余りで妻とは死別し、彼女の財産を使い果たすと、また人を喰らうようになった。
ある日、天竺に経典を取りに行く人物を探していた観音菩薩と恵岸に出会い、菩薩と知らずに最初は襲撃するが、知って慈悲を乞う。菩薩は猪悟能（）という名を与えて、取経者の弟子となるように諭した。それで改心して人食いを止め、自らの意志で斎（）を守って五葷（）三厭（）（八戒）を断つ決心をして、精進料理だけの食生活をして待っていた。
しかし待ちくたびれて人里におりていき、猪剛鬣（）と名乗って、烏斯蔵（）国高老荘の商家に強引に婿入りし、高太公の末娘の高翠蘭を娶る。ただし娘に危害は加えておらず、大変な大飯喰らいだが、酒や葷（）は食さずに精進を貫き、家業にも励んで財産をなしていたという。ところが、化け物を婿にとったというのでは世間への体裁が悪いという、高太公が玄奘三蔵に頼んで、孫悟空に退治させることになった。悟空と戦うが、相手が観音菩薩の予告した取経者の一行だと知ると降参し、ねぐらの雲桟洞を焼き払って、三蔵に弟子入りした。
三蔵は、五葷三厭を食べないでいたことに感心し、念願が叶ったので物忌をもう止め普通に食べたいという猪悟能をおしとどめて、猪八戒という別名を与え、以後も戒めは守り続けるように諭した。彼はこれを嬉々として受け入れる。以後、孫悟空、沙悟浄らと共に天竺まで経典を求めて旅をする。
原作においては、敬虔な仏教徒ないし僧として描かれ、煩悩と戦いながらも飲酒（ただし般若湯と憚って飲むシーンはある）・生臭食・女犯（前述の通り婿入りしたことはある）を犯すことは無く、僧としての義務である八斎戒も守っていた。三蔵一行のなかでコミカルな役回りが多く、明るく単純な性格に描写され、悟空によくからかわれる。豚そのものの醜い姿で、頭髪はない。
西域より帰還の後、未来世に浄壇使者（じょうだんししゃ）となることを釈迦如来より約束される。三蔵法師は旃檀功徳仏、孫悟空は闘戦勝仏、沙悟浄は金身羅漢であり、3人は仏や聖者なのに自分だけ「使者」である事に猪八戒は不平を漏らすが、釈迦如来曰く、法事の祭壇を清める（つまり供物の残りを好きなだけ食べられる）役という事で、猪八戒の大食に配慮しての事であった。

## 一般的なイメージ
日本で初めて猪八戒をブタであると正しく訳したのは、新聞記者・随筆家の弓館小鰐である。東京日日新聞に連載され、1931年に改造社から刊行された弓館訳『西遊記』の中で使われた。それ以前の『通俗西遊記』（1858年）などにおいては、イノシシであると訳されていた。ただしその『通俗西遊記』の挿絵は、中国の書物を真似て、毛のない豚の姿で描かれているので、違いはすでに認識されていた可能性はある。
前述のように原作や中国では豚そのものの醜い姿で、八戒のイメージは豚のイメージと被る。しかも時代が経るに従ってえびすのように恰幅の良い腹の出た姿になり、神像となっていった。日本で人間化された姿で描写されることがあるのとはかなりイメージが異なる。また作中での役回りは道化役であり、八戒が失敗したり愚かだったりするのは、物語の構成上必要なものである。
- 太鼓腹に長い鼻のある豚の顔
- 怪力
- 好色
- 食欲旺盛
- 楽天的
- 欲が深い
- 怠け者
- 愚か
- 武器は釘鈀（ていは）。9本の歯を持つ、熊手を思わせる馬鍬風の農具で、太上老君の作。材質は神氷鉄。元帥昇進の祝いに天帝から下された物。重量は経蔵1つ分の経典と同じ、5040斤[4]（約3トン）。ほとんど振るわれることはないが、本気で使うと火炎旋風を巻き起こすという。
- 孫悟空同様に雲に乗って空を飛べる[5]

日本ではネガティブに見られることもある上記の性質であるが、その自由奔放で人間くさい性格から、中国では孫悟空以上の人気を誇り、タンキーによく降ろされる神仙でもある。また、中国では「猪八戒吃人参果（猪八戒が人参果（架空の不老長寿の果実）を食べる）」（猪八戒は人参果の味が分からないので、物の価値や有難みを理解しないこと、日本の「猫に小判」「豚に真珠」と同義）など、猪八戒を題材とする諺も生まれた。

## 八戒が倒した妖怪

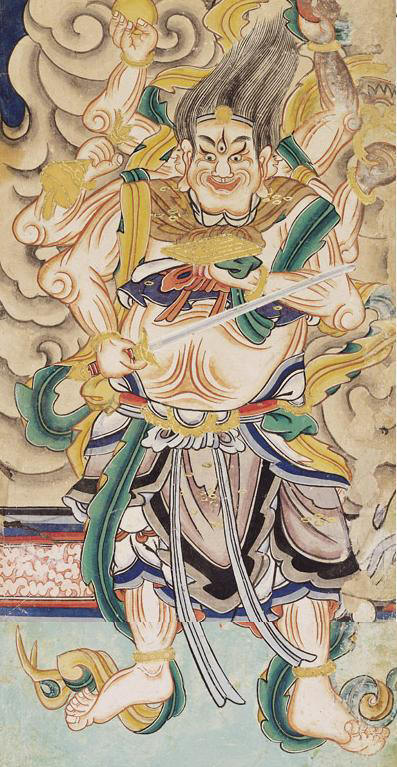
天蓬元帥

西遊記を元本とする物語では悟空一人で格闘、殺陣を担当し残りの三人はコメディーリリーフとなる話も多いが原作では八戒も何人かの敵妖怪と対峙し討ち取っている。以下はその妖怪たちである。
- 虎先鋒
- 狐阿七大王
- 蠍の精
- 万聖公主
- 十八公ら木の精
- 美后
- 南山大王
- 辟暑大王
- 辟塵大王

## 名前の遍歴
- 天蓬元帥（天帝の任命職名）
- 猪悟能（観音菩薩が名づけた法名）
- 猪剛鬣（婿養子の際の自称）
- 猪八戒（玄奘三蔵による通称）
- 浄壇使者（釈迦如来の任命　仏に捧げられたお供え物の始末を一手に引き受ける、即ち自分で食べてしまってもよい）